# Tetranchyroderma polypodium
Tetranchyroderma polypodium is een buikharige uit de familie Thaumastodermatidae. Het dier komt uit het geslacht Tetranchyroderma. Tetranchyroderma polypodium werd in 1971 voor het eerst wetenschappelijk beschreven door Luporini, Magagnini & Tongiorgi. 